# Хоми Баба
Хоми Баба (на английски: Homi K. Bhabha) e индийско-американски философ, Ан Ротънбърг професор по англицистика и американистика и директор на Центъра по хуманитаристика към Харвардския университет.
Той е една от най-значимите фигури в постколониалните изследвания днес, като изковава много от новите понятия в това научно поле, такива като хибридност, мимикрия, различие и амбивалентност. Според теорията на Баба с тези понятия могат да се опишат начините, по които колонизираните народи се съпротивляват на властта на колонизаторите. През 2012 г. е отличен от правителството на Индия с наградата „Падма Бушан“ в раздел Литература и образование.

## Биография
Роден е през 1949 година в Мумбай, Индия, в зороастрийско семейство. Средното си образование завършва в училище „Сейнт Мери“ в Мазгаон, Мумбай (1967 – 68). Бакалавърска степен получава в колежа „Елфинстоун“ към Бомбайския университет, а магистърска и докторска по английска литература в колежа „Крист Чърч“ към Оксфордския университет.
След като повече от десет години преподава в Департамента по англицистика към Съсекския университет край Брайтън, Баба става старши сътрудник към Принстънския университет, където е и гост професор. След това е Стейнбърг гост професор в Пенсилванския университет, където му е доверено да изнесе почетния цикъл лекции на името на Ричард Райт. В колежа „Дартмут“ Баба е част от Училището по литературознание и теория. Между 1997 и 2001 г. е Честър Д. Трип професор по културология в Чикагския университет. През 2001 – 02 г. вече е гост професор в Университетски колеж Лондон, а след 2001 г. – Ан Ф. Ротънбърг професор по англицистика и американистика в Харвардския университет.
Баба е част и от редакционната колегия на списание Public Culture, научно списание, издавано от издателството на Университета „Дюк“. През 2012 г. става носител на наградата „Падма Бушан“, връчена му от правителството на Индия.
Женен е за адвокатката и преподавателка по право Жаклин Баба, с която имат дъщеря Лия и двама сина – Исхан и актьора Сатия Баба.

## Идеи
Една от централните идеи на Хоми Баба е тази за „хибридизацията“ (hybridisation), която, взета назаем от Едуард Саид, описва появата на нови културни форми от мултикултурализма. Вместо да разглежда колониализма като нещо затворено в миналото, Баба показва как неговата история и непрекъснато се натрапва на настоящето, настоявайки, че ние преобразуваме нашето разбиране за междукултурните отношения. Неговият труд преосмисля изучаването на колониализма чрез прилагане постструктуралистки методологии при анализа на колониалните текстове.
Други важни понятия за Баба са „изговореното настояще“ (Enunciatory Present) и „третото място“.

### Влияние
Работата на Баба в полето на постколониалната теория дължи много на постструктурализма. Сред теоретиците и теориите, оказали значително влияние върху Баба са Жак Дерида и деконструкцията, Жак Лакан и лакановата психоанализа и Мишел Фуко с коментара му върху дискурсивността. Освен това, в интервю от 1995 г., дадено за У. Дж. Т. Мичъл, Баба твърди, че оказалият му най-силно влияние автор е Едуард Саид.

## Прием и реакции на идеите му
Баба е критикуван заради трудния си за разшифроване жаргон и умишлено усложнения си стил на писане. През 1998 г. списание Philosophy and Literature определя Баба за носител на втора награда в своя „Конкурс за лошо писане“, който „отличава лошото писане на най-плачевните стилистично погледнато пасажи, открити в научни книги и статии“. Баба получава наградата заради едно изречение в книгата си The Location of Culture (1994), което гласи:
| „ | Ако, за кратко, уловката на желанието бъде премерена за целите на употребите на дисциплината, то скоро повторението на вината, оправданието, псевдонаучните теории, суеверието, фалшивите авторитети и класификации ще могат да се разглеждат като отчаян опит формално да се „нормализира“ разклащането на дискурса на разделянето, който нарушава рационалните, просветени претенции на изговоримата си обусловеност. | “ |

Почетният професор по англицистика в Станфордския университет Марджъри Перлоф казва, че коментарът ѝ за работата на Баба в Харвард може да се изрази с една дума – „тревога“. Пред в. „Ню Йорк Таймс“ тя признава, че Баба „няма нищо за казване“. От своя страна, Марк Криспин Милър, професор по медиазнание в Нюйоркския университет, коментира смисъла на текстовете на Баба така: „Нека признаем в крайна сметка, че те просто нямат смисъл, че само са тъпкани с неологизми и латинизирани модни лафове, в чието изобретяване професорът е спец. През по-голямата част от времето, докато го чета, направо не разбирам за какво иде реч.“
В интервю от 2005 г. Баба отговаря на критиките по свой адрес и изразява досадата си от очакването, че философите ще употребяват „общия език на обикновените хора“, тъй като на учените е разрешено да употребяват език, който не е незабавно разбираем. В рецензия, озаглавена „Сбогом на Просвещението“ Тери Игълтън пише в „Гардиън“, че „целта на Баба е да подложи на съмнение всяка заветна доктрина на западното Просвещение – от идеята за общочовешкия прогрес до идеята за цялостност на Аза, от класическото произведение на изкуството до представите за право и цивилизованост“. Когато твърди, че самата идея, но и практиката на секуларизма се променят, като пример за алтернативни възможности Баба сочи Индия.

## Избрана библиография
- (ред.) Nation and Narration (Нация и разказ). Routledge (1990)
- The Location of Culture (Теренът на културата). Routledge (1994)
- Edward Said Continuing the Conversation (Едуард Саид продължава диалога). съсъставител заедно с W.J.T. Mitchell (специално издание на сп. Critical Inquiry), 2005.